# Golizyn (Adelsgeschlecht)

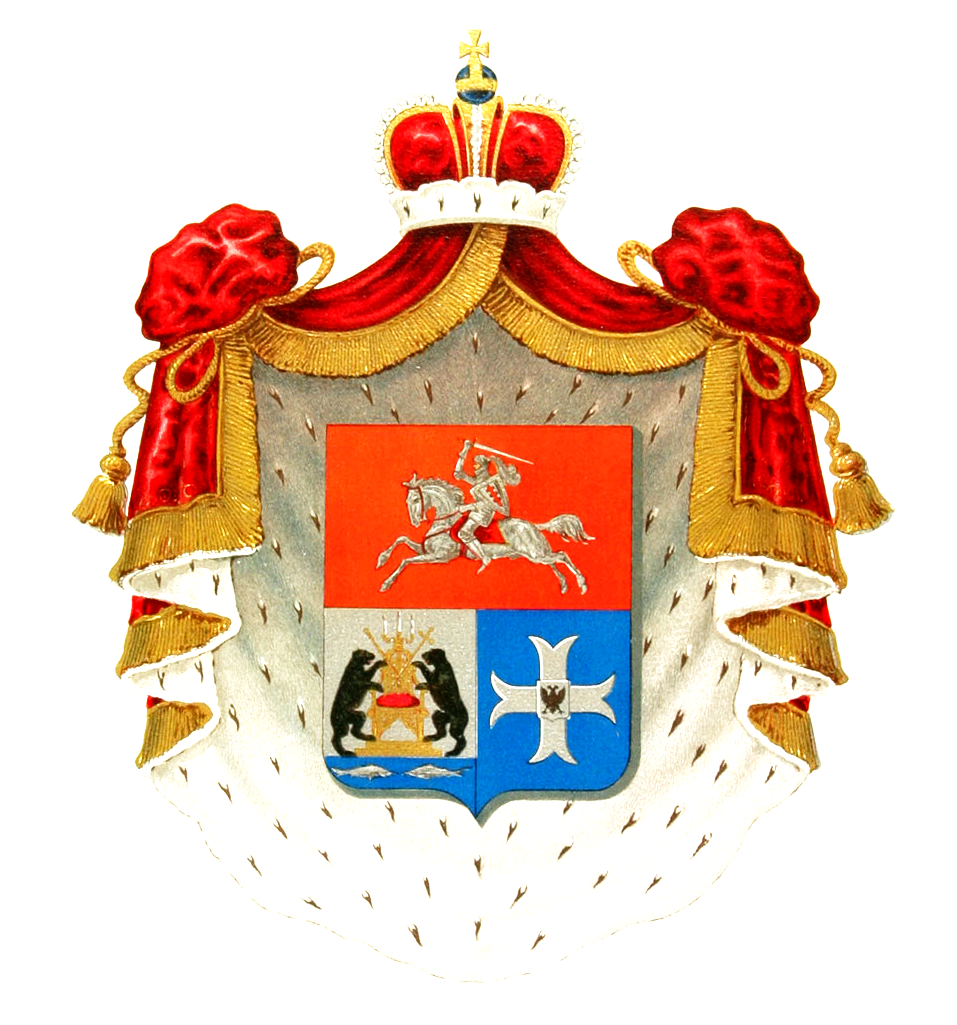
Wappen der Fürsten Galitzin

Das Haus Golizyn (russisch Голицын, deutsch oft Galitzin) ist ein russisches Fürstengeschlecht litauischer Abstammung.

## Geschichte

Im Wappen der Fürstenfamilie Golizyn: der litauische Reiter

Der Ahnherr der Golizyn im Mannesstamm, Großfürst Gediminas, war auch der Stammvater der Jagiellonen und des Fürstenhauses Trubezkoi. Einer seiner Nachkommen namens Michail Iwanowitsch Bulgakow soll von den starken Leder- oder Eisenhandschuhen, die er über den Wollhandschuhen trug, den Beinamen „Goliza“ erhalten haben. Seine Nachkommen trugen daher den Familiennamen „Golizyn“. Von den zahlreichen Zweigen des fürstlichen Adelsgeschlechtes der Golizyn, die 1917 existierten, überlebte in der Sowjetunion nur einer; alle anderen wurden vernichtet oder ins Exil gezwungen.
Die Bolschewiki verhafteten Dutzende von Golizyns, um sie dann zu erschießen oder im Gulag umkommen zu lassen; weitere Dutzend verschwanden im Sturm der Revolution, und ihr Schicksal blieb unbekannt. Heute leben mehr Galizins in den USA als in Russland. Sergei Golitsyn (1909–1989) schrieb "Memoirs of a Survivor: The Golitsyn Family in Stalin's Russia"; das Buch umfasst den Zeitraum von der Revolution 1917 bis zum Überfall des Deutschen Reichs auf die Sowjetunion 1941. Das Schicksal der Familie Galitzin/Golizyn bildet auch einen der Schwerpunkte des Buches des Historikers Douglas Smith über den Untergang der russischen Aristokratie während des Sowjetregimes.

## Namensträger

### Frühzeit
- Iwan Wassiljewitsch Bulgakow-Galitzin († 1498), russischer Fürst und Bojar mit dem Spitznamen Golitza
- Michail Iwanowitsch Bulgakow-Galitzin (1466–1556), russischer Beamter und Feldherr
- Andrei Wassilewitsch Golizyn († 1611), siehe Sieben-Bojaren-Herrschaft
- Wassili Wassiljewitsch Golizyn (1644–1714), russischer Staatsmann und Geliebter der Zarin Sofia

### 18./19. Jahrhundert
- Alexander Fjodorowitsch Golizyn (1796–1864), russischer Fürst
- Alexander Michailowitsch Golizyn (1718–1783), russischer Feldmarschall
- Alexander Nikolajewitsch Golizyn (1773–1844), russischer Staatsmann
- Amalie von Gallitzin (1748–1806), deutsche Aufklärerin
- Boris Borissowitsch Golizyn (1862–1916), russischer Geophysiker
- Demetrius Augustinus Gallitzin (1770–1840), US-amerikanischer Priester
- Dmitri Alexejewitsch Golizyn (1734–1803), russischer Diplomat und Mineraloge
- Dmitri Michailowitsch Golizyn (1721–1793), russischer Diplomat, Militär und Kunstmäzen
- Dmitri Michailowitsch Golizyn (Senator) (1665–1737), russischer Senator und Mitglied des Obersten Geheimen Rates
- Dmitri Wladimirowitsch Golizyn (1771–1844), russischer Kavalleriegeneral
- Grigory Sergejewitsch Golitzin (1838–1907), russischer General und Staatsmann
- Juri Nikolajewitsch Golizyn (1823–1872), russischer Komponist
- Lew Golizyn (1845–1915), russischer Fürst und Gründer des Weinguts und der 2024 noch bestehenden Schaumweinkellerei Nowyj Swit (Neue Welt) im gleichnamigen Dorf Nowyj Swit (russisch Новый Свет = Novy Svet), etwa fünf Kilometer südwestlich Sudak
- Michail Michailowitsch Golizyn (der Ältere) (1675–1730), russischer Generalfeldmarschall und Gouverneur Finnlands
- Michail Michailowitsch Golizyn (der Jüngere) (1684–1764), russischer General und Admiral
- Michail Michailowitsch Golizyn (1840–1918) (1840–1918), russischer General
- Natalja Petrowna Golizyna (1741–1837), russische Hofdame
- Nikolai Borissowitsch Golizyn (1794–1866), russischer Adliger und Mäzen
- Nikolai Dmitrijewitsch Golizyn (1850–1925), russischer Politiker, letzter Ministerpräsident des Zarenreichs
- Nikolai Sergejewitsch Golizyn (1809–1892), russischer Generalleutnant und Militärhistoriker
- Pawel Pawlowitsch Golizyn (1856–1914), russischer Adelsmarschall, wirklicher Staatsrat und Mitglied des Staatsrates des Russischen Kaiserreichs
- Sergei Michailowitsch Golizyn (1774–1859), russischer Fürst
- Wladimir Michailowitsch Golizyn (1847–1932), russischer Fürst, Gouverneur und Bürgermeister von Moskau

### 20. Jahrhundert
- Alexander Alexandrowitsch Galitzin (1908–2005), unter dem Namen Alexander Golitzen bekannter US-amerikanischer Filmarchitekt
- Georgi Sergejewitsch Golizyn (* 1935), russischer Physiker und Hochschullehrer
- Irene Galitzine (1916–2006), italienische Modeschöpferin
- Nicholas Galitzine (* 1994), britischer Schauspieler
- Yuri Galitzine (1919–2002), britischer Kriegsberichterstatter (PWE) und Verfolger von Kriegsverbrechen
- Wladimir Michailowitsch Golizyn (1901–1943), russischer Prinz, Buchillustrator, Polarforscher, Opfer des Stalinismus
- Wladimir Wladimirowitsch Golizyn (1947–2023), russischer Jurist und Richter